# トローイロス
- トロイルス
- トロイロス

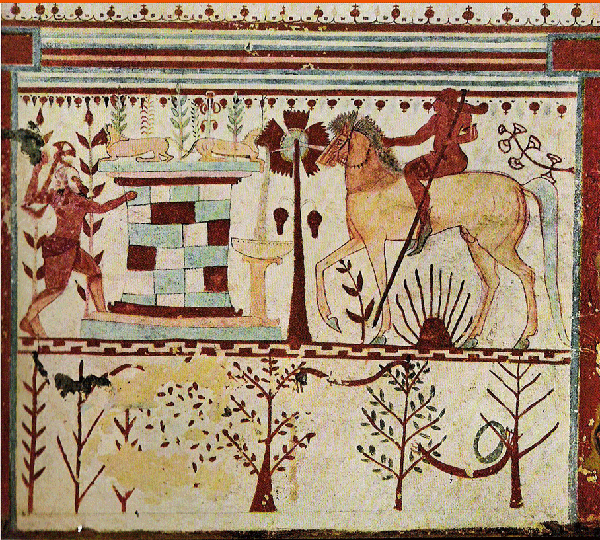
アキレス（左）がトローイロス（右、馬上）を待ち伏せる様子を描いたエトルリアのフレスコ、紀元前530年-520年

トローイロス（トロイロス、トロイルスとも。Troilos、Troilus、Troylus。古代ギリシア語: Τρωΐλος, Troïlos、ラテン語: Troilus）は、トロイア戦争に関連する伝説の登場人物である。現存する最初の言及は、紀元前9世紀末から8世紀に吟遊詩人によって作曲され、歌われていたと信じられているホメーロスの『イーリアス』である。
ギリシア神話ではトローイロスは、プリアモス（時にアポローン）とヘカベーの間の息子の1人で、イーリオスの若い王子である。予言によってトローイロスの運命はイーリオスのそれと結びつけられており、そのため彼はアキレウスに待ち伏せられて殺害された。ソポクレースは、この話を書いた1人である。また、この時代の多くの絵画のテーマにもなっている。古代の著作者は、トローイロスを両親に嘆き悲しまれる死んだ子供の象徴として扱っている。彼はまた、若い男性の美しさの模範とも見なされている。
西ヨーロッパの中世やルネサンス期の伝説では、トローイロスはプリアモスとヘカベーの間の5人の嫡出子のうち最も若い人物であり、その若さにもかかわらずトロイア戦争における主要な指導者の1人となった。彼は、戦いの最中にアキレウスの手によって殺された。12世紀に付け加えられた話では、トローイロスはクレシダと恋に落ち、その父親はギリシアを打ち破った。クレシダはトローイロスに愛を誓ったが、捕虜交換で父の元に送られてきたギリシアの英雄ディオメーデースにすぐに乗り換えた。ジェフリー・チョーサーとウィリアム・シェイクスピアは、トローイロスとクレシダの物語を書いた中の1人である。中世の伝承の中では、トローイロスは忠実なミンネ、また高潔な異教徒の象徴とされる。ミンネの習慣が廃れると、彼の運命は共感を得られにくくなった。
18世紀から19世紀には、ほとんど注目されなかったが、20世紀から21世紀には再びトロイア戦争が題材として取り上げられるようになった。